# Antarctinoe spicoides
Antarctinoe spicoides är en ringmaskart som först beskrevs av Hartmann-Schröder 1986.  Antarctinoe spicoides ingår i släktet Antarctinoe och familjen Polynoidae. Inga underarter finns listade i Catalogue of Life.